# Julia Winter
Julia Daphne Beatrice Winter, född 17 mars 1993 i Stockholm, är en svensk-född brittisk barnskådespelare och läkare. 
Winter är född i Sverige och talar flytande svenska, men flyttade till London när hon var ett år. Hon pluggade läkarprogrammet vid Karolinska Institutet. Winter bor numera i Nacka och har gått på internatskolan Sigtunaskolan Humanistiska Läroverket i Sigtuna. Hon gick i teaterskola i fyra år tills hon år 2005 fick rollen som Erika Salt i Tim Burtons film Kalle och chokladfabriken där hon spelar mot bland annat Johnny Depp.